# رقاقس غربي
رقاقس غربي (الاسم العلمي:Androsace occidentalis) هو نوع من النباتات يتبع جنس الرقاقس من فصيلة الربيعية.